# 1578 en arts plastiques
| Années des arts plastiques : 1575 - 1576 - 1577 - 1578 - 1579 - 1580 - 1581    |
| Décennies des arts plastiques : 1540 - 1550 - 1560 - 1570 - 1580 - 1590 - 1600 |

Cette page concerne l'année 1578 en arts plastiques.

## Œuvres

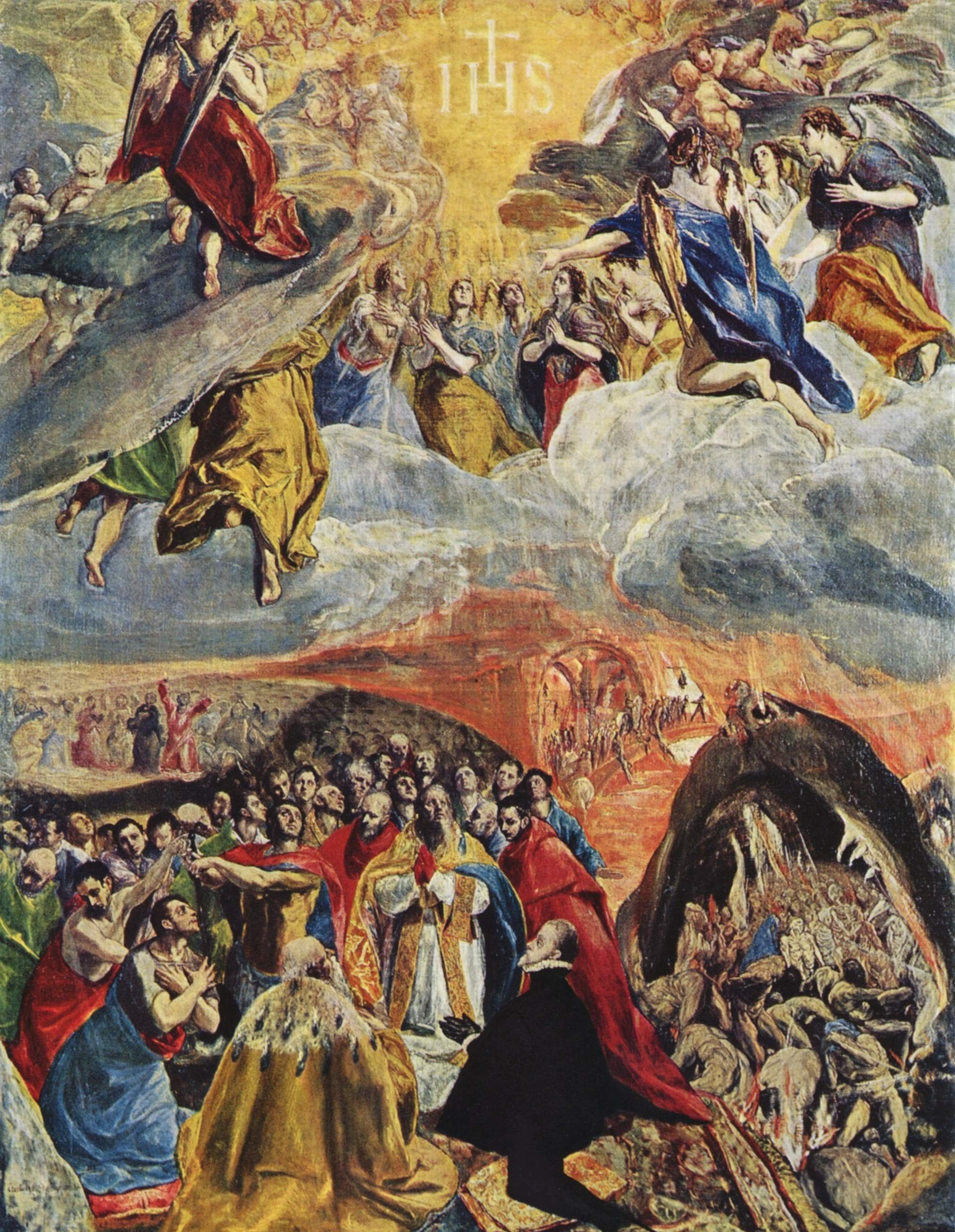
La sainte Alliance, ou le rêve de Philippe II, d'El Greco.

- L'Annonciation, de Véronèse.

## Naissances
- 18 mars : Adam Elsheimer, peintre allemand († 11 décembre 1610),
- 28 juillet : Jean-Baptiste Barbé, graveur, illustrateur, dessinateur et éditeur flamand († 12 février 1649),
- 10 août : Matteo Rosselli, peintre italien († 18 janvier 1650),
- 17 août : L'Albane, peintre baroque italien († 4 octobre 1660),
- 26 septembre : Pasquale Ottini, peintre italien († 30 juillet 1630),
- 12 octobre : Baldassare Aloisi, peintre et graveur italien († 1638),
- ? :
  - Battistello Caracciolo, peintre italien († 1635),
  - Ortensio Crespi, peintre italien († 1631),
  - Fede Galizia, peintre italienne († 1630),
  - Iwasa Matabei, peintre japonais († 26 juillet 1650),
  - Ottavio Leoni, peintre et graveur italien († 1630),
  - Daniel Rabel, peintre, graveur, miniaturiste, décorateur et botaniste français († 3 janvier 1637),
  - Alonzo Rodriguez, peintre italien († 22 avril 1648),
  - Francesco Stringa, peintre italien († 1615),
  - Jorge Manuel Theotocopouli, peintre, sculpteur et architecte espagnol  († 29 mars 1631),
  - Jean Toutin, peintre, orfèvre et émailleur français († 14 juin 1644),
  - Alessandro Turchi, peintre baroque italien de l'école véronaise († 22 janvier 1649).

## Décès
- 3 janvier : Giulio Clovio, enlumineur et peintre italien  (° 1498),
- 5 février : Giovanni Battista Moroni, peintre maniériste italien (° 1522),
- ? mai : Raffaellino da Reggio, peintre maniériste italien (° 1550),
- 28 août : Giovanni Battista Zelotti, peintre maniériste italien de l'école véronaise (° 1526),
- Benedetto Pagni, peintre maniériste italien de l'école de Mantoue (° vers 1504).